# James Cardno
James Farquhar Cardno, född 25 maj 1912 i Fraserburgh, död 15 maj 1975 i Leeds, var en brittisk bobåkare.
Cardno blev olympisk bronsmedaljör i fyrmansbob vid vinterspelen 1936 i Garmisch-Partenkirchen.